# Harbor Lights
『Harbor Lights』（ハーバーライツ）は、KAIのメジャーデビュー・フルアルバムである。2009年6月17日にテイチクエンタテインメントより発売された。

## 概要
インストゥルメンタル曲「Bayside Walk」はギター・ワークの曲風であり、タイトル曲「ハーバーライト」は主にヴォーカルの甘い唄声の曲風。1979年にブレッド&バターのヒット曲「あの頃のまま」はブレバタのコーラスがフィーチャー・バージョンされ納得のカヴァー。その他の曲は新曲録音している。
全曲とも自らがEDISONと共に編曲を手掛けている。

## 収録曲
1. Bayside Walk [3:27]
演奏・作曲：kAI、編曲：EDISON・kAI
2. ハーバーライト [4:05]
作詞：松井五郎、作曲：都志見隆、編曲：EDISON・kAI
3. Bitter Rain [4:00]
作詞：George Cockle・松井五郎、作曲・編曲：adult education
4. あの頃のまま featuring ブレッド&バター [4:29]
作詞・作曲：松任谷由実、編曲：EDISON・kAI
5. 夕凪 [2:50]
演奏・作曲・編曲：kAI
6. 白い波のReflection [4:20]
作詞：松井五郎、作曲：adult education、編曲：EDISON・kAI
7. 夏のクラクション [3:57]
作詞：売野雅勇、作曲：筒美京平、編曲：EDISON・kAI
8. ドルフィン・ブルーの朝 [3:52]
作詞：松井五郎、作曲：羽場仁志、編曲：EDISON・kAI